# أندريا تريني
أندريا تريني (بالإيطالية: Andrea Traini)‏ مواليد 23 أغسطس 1992 في إيطاليا، هو لاعب كرة سلة إيطالي بدأ مسيرته الاحترافية في سنة 2010 ويحمل الرقم 12.

## فرق لعب لها
- فيكتوريا يبرتاس بيزارو

## روابط خارجية
- أندريا تريني على موقع الاتحاد الدولي لكرة السلة (الإنجليزية)
- أندريا تريني على موقع كرة السلة الأوروبية.كوم (الإنجليزية)
- أندريا تريني على موقع DraftExpress.com (الإنجليزية)
- أندريا تريني على موقع ريلجم (الإنجليزية)
- أندريا تريني على موقع بروبوليرز (الإنجليزية)
- أندريا تريني على موقع سبورتس رفرنس (الإنجليزية)